# (8027) Robertrushworth
(8027) Robertrushworth est un astéroïde de la ceinture principale.

## Description
(8027) Robertrushworth est un astéroïde de la ceinture principale. Il fut découvert le 7 août 1991 à l'observatoire Palomar par Henry E. Holt. Il présente une orbite caractérisée par un demi-grand axe de 3,19 UA, une excentricité de 0,17 et une inclinaison de 7,7° par rapport à l'écliptique.

## Compléments